# Fabulettes marines
Albums de Anne Sylvestre
Fabulettes en couleurs Fabulettes à manger
Fabulettes marines est un album d'Anne Sylvestre paru dans sa maison de production en 1985. 

## Historique
Il a été réédité par EPM Musique. Dans cette collection, c'est le sixième CD de Fabulettes.

## Titres
Toutes les chansons sont écrites et composées par Anne Sylvestre.
| No  | Titre                                                                | Durée      |
| --- | -------------------------------------------------------------------- | ---------- |
| 1.  | L'Île en l'eau (avec les Petits Chanteurs de Saint-Laurent)          | 3 min 49 s |
| 2.  | Nage nage (avec les Bécasses)                                        | 1 min 10 s |
| 3.  | Tant de choses                                                       | 2 min 09 s |
| 4.  | Lon lon l'accordéon (avec les Bécasses)                              | 2 min 55 s |
| 5.  | La mer fait le ménage                                                | 2 min 15 s |
| 6.  | Comptine marine (avec les Bécasses)                                  | 2 min 00 s |
| 7.  | Ah ! la vague (avec les Petits Chanteurs de Saint-Laurent)           | 2 min 33 s |
| 8.  | Le Bonhomme bleu marine (avec les Petits Chanteurs de Saint-Laurent) | 2 min 46 s |
| 9.  | Dans le jardin des poissons                                          | 1 min 54 s |
| 10. | Yannick et le terrain vague                                          | 4 min 45 s |
| 11. | Les Dauphins (avec les Petits Chanteurs de Saint-Laurent)            | 2 min 02 s |
| 12. | Cata catamaran                                                       | 2 min 53 s |
| 13. | Petite musique au fond d’un coquillage                               | 1 min 18 s |
| 14. | Mon bateau à voile (avec les Bécasses)                               | 3 min 15 s |

## Production
- Production : Anne Sylvestre
- Direction musicale : François Rauber
- Paroles et musique : Anne Sylvestre
- Prise de son : Thierry Alazard (Studio S.T.A.)
- Chœurs : Les Petits Chanteurs de Saint-Laurent / Les Bécasses
- Illustration de pochette : René Biosca